# Sun Shenglu
Sun Shenglu (chiń. 孙生禄; pinyin Sūn Shēnglù; ur. 1928 w Dingxing w Hebei, zginął 3 grudnia 1952) – chiński lotnik, pilot MiG-15 podczas wojny koreańskiej. As myśliwski z 6 zwycięstwami.
W armii od 1945, od 1947 członek KPCh, żołnierz 3. Dywizji Lotnictwa Myśliwskiego. Od 1951 uczestniczył w lotach bojowych nad Koreą, współpracował m.in. z Wang Haiem, walczył przeciw amerykańskim F-86. Zginął w akcji 3 grudnia 1952, zestrzelony nad rzeką Ch’ŏngch’ŏn.
W uznaniu zasług otrzymał tytuł Bohatera Bojowego.